# Distritos eleitorais da Namíbia
Cada uma das 14 regiões na Namíbia são subdivididas em distritos eleitorais. O número e o tamanho de cada distrito varia com o tamanho e a população de cada região. Existem actualmente 121 distritos na Namíbia. O distrito mais populoso e o menos populoso são respetivamente a parte urbana e a parte rural da área municipal de Walvis Bay, na região do Erongo.
Conselheiros regionais são eleitos diretamente através de voto secreto (eleições regionais), pelos habitantes de cada distrito.

## Lista dos distritos eleitorais por região
| Caprivi Kongola Linyanti Sibinda Katima Mulilo Urban Katima Mulilo Rural Kabbe                          | Erongo Omaruru Karibib Dâures Arandis Swakopmund Walvis Bay Rural Walvis Bay Urban                                                                         |
| Hardap Gibeon Rehoboth Rural Rehoboth Urban West Rehoboth Urban East Mariental Urban Mariental Rural    | Karas Berseba Lüderitz Karasburg Keetmanshoop Rural Keetmanshoop Urban Oranjemund                                                                          |
| Kavango Kahenge Kapako Mashare Mpungu Mukwe Ndiyona Rundu Rural East Rundu Rural West Rundu Urban       | Khomas Katutura Central Katutura East Khomasdal North Moses //Garoëb Samora Machel John Pandeni Tobias Hainyeko Windhoek East Windhoek Rural Windhoek West |
| Kunene Epupa Opuwo Outjo Kamanjab Khorixas Sesfontein                                                   | Omaheke Aminuis Epukiro Gobabis Kalahari Otjinene Otjombinde Steinhausen                                                                                   |
| Ohangwena Eenhana Endola Engela Epembe Ohangwena Okongo Omundaungilo Omulonga Ondobe Ongenga Oshikango  | Omusati Anamulenge Elim Etayi Ogongo Okahao Okalongo Onesi Oshikuku Otamanzi Outapi Ruacana Tsandi                                                         |
| Oshana Okaku Okatana Okatyali Ompundja Ondangwa Ongwediva Oshakati East Oshakati West Uukwiyu Uuvudhiya | Oshikoto Eengodi Guinas Okankolo Olukonda Omuntele Omuthiyagwiipundi Onayena Oniipa Onyaanya Tsumeb                                                        |
| Otjozondjupa Grootfontein Okahandja Okakarara Omatako Otavi Otjiwarongo Tsumkwe                         | |